# 과당 6-인산
과당 6-인산(영어: fructose 6-phosphate) 또는 프럭토스 6-인산은 6번 탄소에 인산기가 있는 과당 유도체이다. 노이베르크 에스터(Neuberg ester)라고도 하며, 줄여서 F6P라고도 한다. 세포에서는 The β-D-과당이 가장 일반적인 형태이다. 대부분의 포도당과 과당은 세포로 들어가면 과당 6-인산으로 전환된다.

## 역사
"노이베르크 에스터"란 명칭은 독일의 생화학자 칼 노이베르크(Carl Neuberg)의 이름에서 비롯되었다. 1918년에 노이베르크는 과당 2,6-이중인산(fructose 2,6-bisphosphate)의 약산에 의한 가수분해에 의해 생성되는 화합물(나중에 과당 6-인산으로 확인됨)을 발견했다.

## 해당과정에서
|  |

포스포헥소스 이성질화효소는 포도당 6-인산(G6P)을 과당 6-인산(F6P)으로 재배열한다. 과당은 인산화되어 과당 6-인산의 형태로 해당과정으로 들어간다.
포도당 6-인산이 과당 6-인산으로 전환되는 것처럼 화학식의 변화없이 구조만 바뀌는 것이 이성질화이다. 반응을 진행시키기 위해 포스포헥소스 이성질화효소가 필요하다. 이 반응은 정상적인 세포 조건하에서 가역적이다.
|  |

포도당 6-인산의 이성질화에 의해 생성된 과당 6-인산은 과당 1,6-이중인산(fructose-1,6-bisphosphate)으로 인산화된다. 포스포프럭토키네이스-1(PFK-1)에 의해 촉매되는 반응은 ATP의 가수분해 반응과 동반하기 때문에(에너지적으로 유리한 단계) 본질적으로 비가역적이다.

## 같이 보기
- 과당 1-인산
- 과당 1,6-이중인산
- 과당 2,6-이중인산
- 만노스 인산 이성질화효소